# TOTO (企業)
TOTO株式会社（トートー、英: TOTO LTD.）は、福岡県北九州市小倉北区に本社を置く、衛生陶器をはじめとする住宅設備機器などの製造販売を行うメーカーである。森村グループの一員。東証プライム上場。日経平均株価およびJPX日経インデックス400の構成銘柄の一つ。
旧社名は東洋陶器株式会社（とうようとうき、英: TOYO TOKI CO., LTD.、略称：東陶、TTK）。1970年3月1日の東陶機器株式会社（とうとうきき、英: TOTO LTD.）への社名変更を経て、2007年5月15日に従来商標・ブランドとして用いてきたTOTOを正式社名に変更した。
現在の企業スローガンは、「あしたを、ちがう「まいにち」に。」

## 概要

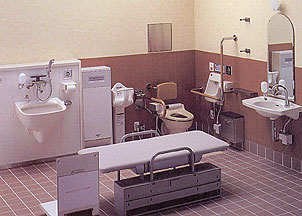
東陶機器時代に生産した多目的トイレ。これらの取り組みにより、2006年にバリアフリー化推進功労者内閣総理大臣表彰を受賞

日本では、トイレ、洗面器などの衛生陶器で約6割のシェアがあり第1位である。ユニットバスはTOTOが最初に発売したものである。
技術面では、ウォシュレット（温水洗浄便座）のほかにも、便器の汚れを効果的に落とす「トルネード洗浄」、防汚技術の「セフィオンテクト」、お湯がさめにくい「魔法びん浴槽」など意欲的に取り組み、各賞受賞商品も数多い。
バリアフリーやユニバーサルデザインについての意識は国内企業の中でも高く、様々な商品を投入するとともに、ウェブサイト上でも広く展開をしている。また、障害者雇用のために、北九州市などと共同で第三セクターの子会社（特例子会社）サンアクアトートーを設立して、社会進出の手助けも行っている。
リモデル事業にも取り組み、この分野では大建工業、YKK APの両社と提携しており、3社共同のショールームもある。ライバルであるINAXがトステムと経営統合して住生活グループとなったこと（現在はLIXIL、INAXはその1ブランドとなった）に対抗したものである。
主な市場は日本。そして米国、中国。日本は建基法不況（2007年後期の建築基準法改正に端を発した、住宅・マンションの着工件数の激減と、年金記録問題により老後への不安が増加したことによるリフォーム件数の減少）により販売状況が思わしくないことから、アジア、欧州への販売を強化している。
ショールームは全国に104箇所（2012年12月現在）ある。出版部門も持っており、建築関連の書籍を多数発行する（INAXも同様の事業を（現在のLIXIL出版にて）行っている）。他、少数だが水回りのネタを扱った漫画も発行していた（内容は現場作業者向けのマニュアルに近い）。東京・青山には「ギャラリー・間」、東京・大阪・福岡にはTOTOテクニカルセンターがある（予約制）。
主な動き
- アジア - 2007年4月、シンガポールにTOTO Asia Oceania Pte.Ltd.を設立[5]
- 欧州 - 2008年4月、TOTO Europe GmbH.を設立。設立にあわせ、PagetteへM&Aを実施[6]。

## 沿革
日本陶器合名会社（現・ノリタケ）の製陶研究所が母体となり、1917年に東洋陶器株式会社として設立され、森村財閥の一角を担った。豊富な石炭を産出する筑豊炭田に近いなど原料の調達に有利な旧豊前国企救郡（現：北九州市）に本拠地を置き、現在に至る。初めて水洗便器の本格的国産化を実現したのも同社である。
なお、創業から1960年代までは食器も製造していた。特に瑠璃色の色付け技術を得意としていた。現在のロゴマークの色はこの瑠璃色を採用している。

### 創業までの経緯
1904年の日本陶器合名会社の創立に際しては、森村市左衛門とその義弟である大倉孫兵衛、孫兵衛の長男の長男・和親らが出資者となり、大倉和親が初代代表社員となった。大倉和親はこの前年の1903年に製陶技術の視察のために渡欧しており、この時に衛生陶器（浴槽、洗面台、便器など）の知識を得て製造に関心を持ったとされる。洋風建築の増加にともなって衛生陶器の需要が増えたことから、1911年に東京高等工業学校（現・東京工業大学）教授の平野耕輔が渡欧する際、ヨーロッパにおける衛生陶器の実情調査を依頼している。この結果などを受けて翌年1月に大倉孫兵衛・和親の私財10万円（20万円との説も）によって日本陶器社内に製陶研究所が設立され、衛生陶器製造の研究が始まった。
硬質陶器質の衛生陶器を生産するため、1913年から1916年にかけて手洗器・洗面器類が6,541個、水洗式の大便器が1,432個、同じく小便器が1,249個も試作された。試験販売の結果が好評だったことを受けて大倉和親は事業化を決定し、企救郡板櫃村（後の小倉市、現・北九州市小倉北区）に約17万平方メートルの土地を購入して工場を建設した。この地を選んだのは、
- 当時、日本一の石炭生産量を誇った筑豊炭田に近く、隣接する河川を利用して燃料の調達が可能。
- 朝鮮半島の良質なカオリンや九州の天草陶石など、原料の産地が近い。
- 鹿児島本線と日豊本線の分岐に位置し、1899年に開港した門司港も近く、商品の配送に好都合。

など主に運送面での利点が大きかったためとされる。
衛生陶器の製造を行なう新会社・東洋陶器株式会社の設立に先立って、1916年5月1日に日本陶器の小倉工場という名目で工場の建設が始まった。当初より新会社の工場となる予定であり、翌年1月1日に定礎式が行なわれている。森村家、大倉家など森村組の関係者が出資して東洋陶器は1917年5月15日に設立された。筆頭株主の大倉和親が初代の取締役社長となり、実務的な運営を行なう支配人には百木三郎（後に2代目社長に就任）が選任されている。市場の小さな衛生陶器だけでは経営が困難なため、会社発足時の定款では事業目的は「陶磁器の製造・販売」とし、当面は食器などの製造も行なうこととした。

### 大正期の東洋陶器株式会社
会社設立時の資本金は100万円、従業員数は約50名であった。従業員は日本陶器や森村組から転入した月給ないし日給制の社員と、それ以外の職工に分けられていた。衛生陶器はロクロや泥漿鋳込法を用いて製造され、これにともなって日本陶器の製陶研究所は解散した。衛生陶器の知名度自体が低かったため、市場の拡大を目指して高所得者や旅館などのユーザー向けに衛生陶器を解説する冊子も制作している。また、日本陶器から技術指導や素材供給などの協力を得て磁器製の食器も作られた。こちらは第一次世界大戦によるヨーロッパの生産能力低下などから海外での需要が大きく、コーヒーカップ・ソーサーなどがアメリカやイギリスに輸出された。輸出は当初森村商事を通じて行なわれ、1922年からは東洋陶器が直販するようになった。また、国内販売は日陶商会（後のノリタケ（旧社）およびノリタケテーブルウェア）が担当した。
ヨーロッパの戦後復興の需要増に対応するため1919年には早くも工場が増築されたが、翌年3月の株式市場の暴落を契機とする恐慌によりアメリカでは国内産業保護のための関税引き上げが検討された。これに対処するため森村財閥では日本陶器がアメリカ市場を一手に担当する事を決め、東洋陶器は工場の拡張を一部中止するとともに従業員の10%を解雇している。また、新たな海外の販路を開拓するために低廉な硬質陶器製食器を開発し、これは東南アジアなどに出荷され主力商品として育っていった。前年に決算が黒字に転換したことを受け、累積赤字を処理するため1923年4月には資本金の75%が減資されている。
1923年9月の関東大震災では東京出張所が焼けたが、住宅の復興にあわせて衛生陶器や食器の需要が発生し、丸ビルへの衛生陶器の納入などによって売上が増加した。その後も建築資材の価格低落で耐震・耐火性の鉄骨コンクリート構造の大型ビルの建設が続き、また東京市で下水道の普及が進んだことから衛生陶器の需要は伸びつづけた。東洋陶器はこの時期に皇居や那須御用邸、官庁、ホテルなど様々な顧客に衛生陶器を販売している。
食器事業では1926年に硬質磁器製の和食器を製造することに成功するなど、国内市場の売上を拡大していった。また森村財閥内の日東陶器商会の直売店であった十一屋商店、稲田商店、精陶商会（それぞれ東京、大阪、小倉）の3店と1924年に新たに契約を交わし、東洋陶器の食器を専門に扱う販売店としている。海外では1926年に、ジャワ島のスマランに日本陶器との合弁で匿名組合日東洋行を設立し現地の販売代理店としたが、3年後に業績不振で閉鎖した。

### 昭和・平成期の東洋陶器、東陶機器・TOTOへの商号変更
1962年、商品部門の集約のため、それまで商品ごとに分別されていたロゴを食器用と同じ筆記体の「Toyotoki」ロゴに統一。

1962年の筆記体ロゴ
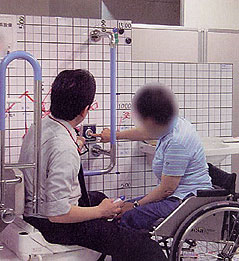
多目的トイレの開発に際して水洗ボタンの検証

1969年、住宅の近代化などにより“本業”の衛生陶器・水栓等で十分に稼げるようになったことで、食器生産を終了。また、略称の「東陶」が浸透したことなどから、現在の「TOTO」ロゴの使用を開始。翌1970年、食器事業から完全に撤退し、“本業”に事業集約することを明確にするため、東陶機器株式会社へ商号を変更した（略称の「TOTO」は社名呼称として使用）。福岡県は全国的に見ても渇水の常襲地帯の一つとして知られ、1978年に発生した福岡大渇水を契機として、福岡市が節水条例を制定したことに対応し、節水型トイレを開発。以後、改良を重ねており、現在は節水型トイレが標準商品となっている。
海外事業としては、1977年、インドネシアに初の合弁会社、PT Surya Toto Indonesiaを設立。1980年8月には、韓国ロイヤル金属との合弁会社、ロイヤル東陶金属株式会社（ROYAL TOTO METAL）を韓国に設立。（2009年合弁を解消）
1980年代に発売を開始したシャワー式トイレ「ウォシュレット」は大ヒット商品となり、コピーライターに仲畑貴志を起用したテレビコマーシャルでのキャッチコピー「おしりだって、洗ってほしい。」は流行語になった。
2006年、TOTOが開発した光触媒技術（ハイドロテクト）が恩賜発明賞を受賞した。
2007年5月15日に創立90周年を迎えた。またその際、商法改正で商号に英文アルファベットを使用できるようになっていたことから、TOTO株式会社に商号を変更した。

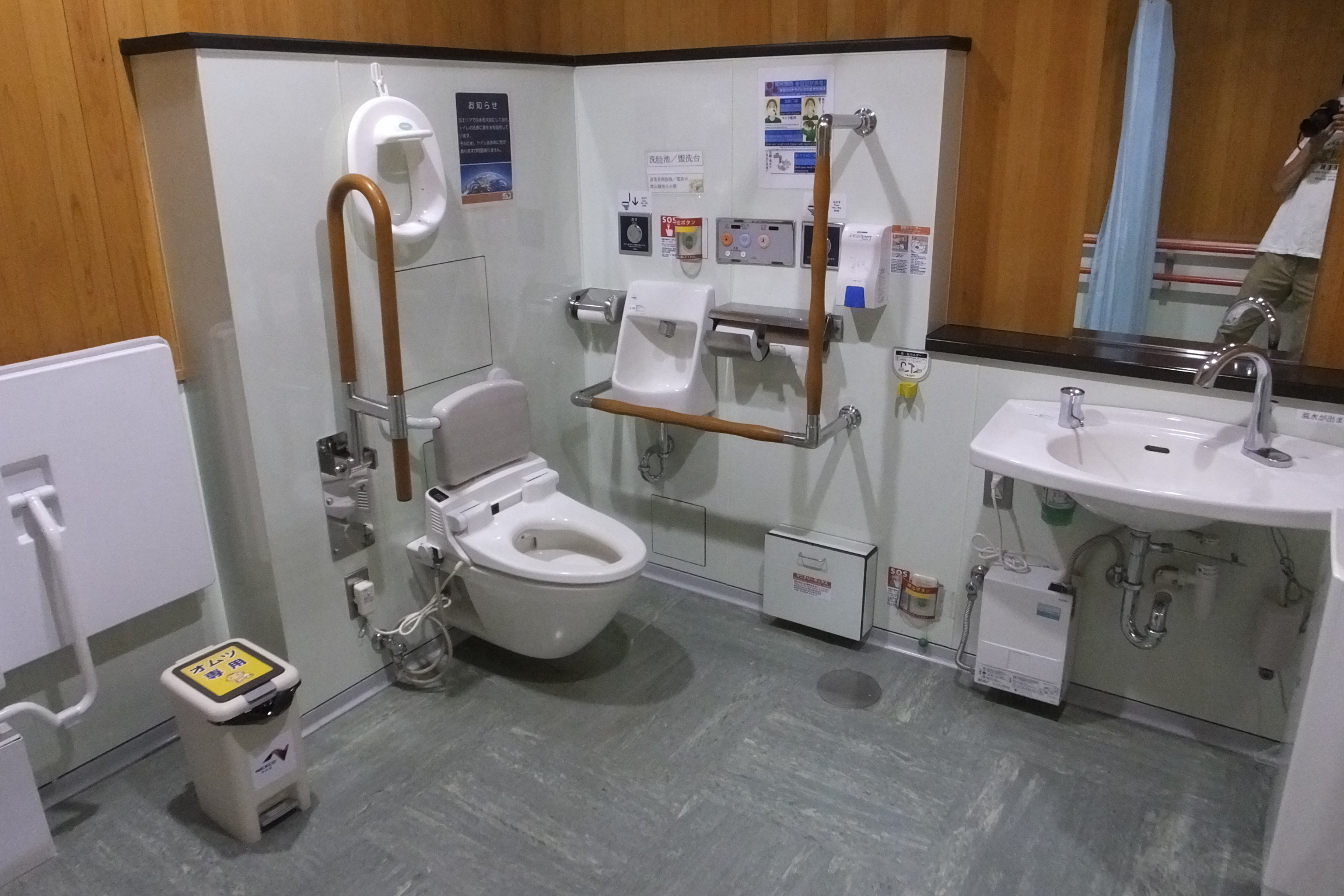
高速道路サービスエリアにも採用されているTOTO製障害者用トイレ (静岡サービスエリア)

2012年には初代ウォシュレット（ウォシュレットG）が機械遺産に認定された。
TOTOの創立100周年にあたる2017年までに、家庭の水まわりから出るCO2を50%削減できる商品の提供を目指すキャンペーン『TOTO GREEN CHALLENGE』を行なっている。その宣伝企画のひとつとして、三輪バイクを改造し、バイオ燃料で走る『トイレバイク　ネオ』を制作、実際に走らせるキャラバンを行なった。シートには便器が据えられた一見滑稽なバイクであり、一部で「排泄物をそのまま燃料にして走るのか」と誤解を招くなど話題になった。環境問題に関心の高いサンプラザ中野くんがこれらの活動に共感し、応援ソング「トイレバイクネオ OH! OH!」を提供した。

## 年表
- 1917年（大正6年）5月16日 - 東洋陶器株式会社設立。
- 1924年（大正13年）3月 - 指物屋（現・TOTO中部販売株式会社）設立。
- 1925年（大正14年）9月 - 本社社屋完成。
- 1927年（昭和2年）2月 - 社旗制定。
- 1937年（昭和12年）11月23日 - 茅ヶ崎工場完成。
- 1939年（昭和14年）1月14日 - 高松商事株式会社（現・TOTOエムテック株式会社）設立。
- 1950年（昭和25年）
  - 4月1日 - 山陽建材社（現・TOTO中国販売株式会社）創業。
  - 6月8日 - 松澤商会（現・TOTOアクエア株式会社）設立。
  - 6月8日 - 株式会社東光商会（現・TOTO関西販売株式会社）設立。
- 1952年（昭和27年）
  - 4月 - 中山建材株式会社（現・TOTO四国販売株式会社）設立。
  - 9月5日 - 田辺商事株式会社（現・TOTO九州販売株式会社）設立。
- 1953年（昭和28年）10月22日 - 株式会社北斗商会（現・TOTO北海道販売株式会社）設立。
- 1958年（昭和33年）12月 - 樹脂製の浴槽「トートライトバス」発売。
- 1962年（昭和37年）
  - 1月 - 社是制定。
  - 6月8日 - 滋賀工場完成。
  - 12月20日 - 東洋陶器不動産株式会社（現・TOTOビジネッツ株式会社）設立。
- 1967年（昭和42年）
  - 4月 - 小倉第二工場完成。
  - 5月 - 社歌制定。
- 1968年（昭和43年）
  - 1月 - 「洗面化粧台」発売。
  - 4月 - 中津工場完成。
- 1969年（昭和44年）7月 - 「Toyotoki」から「TOTO」へ商標変更。
- 1970年（昭和45年）3月1日 - 東陶機器株式会社に商号変更。
- 1971年（昭和46年）
  - 5月 - 大分工場完成。
  - 11月 - 行橋工場稼働開始。
- 1973年（昭和48年）
  - 5月29日 - 行橋東陶機工株式会社（現・TOTOプラテクノ株式会社）設立。
  - 7月1日 - 苅田東陶化工株式会社・苅田東陶木工株式会社（現・TOTOプラテクノ株式会社）設立。
- 1976年（昭和51年）5月 - 節水消音便器「CSシリーズ」発売。
- 1977年（昭和52年）5月 - 新社旗制定。
- 1980年（昭和55年）
  - 6月 - 湯水洗浄便座「ウォシュレットGとS」発売。
  - 12月1日 - 株式会社東陶サービス（現・TOTOメンテナンス株式会社）設立。
- 1981年（昭和56年）3月1日 - 豊前東陶株式会社（現・TOTOプラテクノ株式会社）設立。
- 1985年（昭和60年）5月 - 洗面化粧台「シャンプードレッサー」発売。
- 1986年（昭和61年）
  - 3月 - 千葉東陶株式会社（現・TOTOバスクリエイト株式会社）設立。
  - 12月1日 - セラトレーディング株式会社設立。
- 1987年 (昭和62年) - 世界初の温水洗浄便座一体型便器「ウォシュレットQUEEN」発売
- 1989年（平成元年）10月 - 自動水栓「アクアオート」発売。
- 1990年（平成2年）5月 - 勝浦工場竣工。
- 1991年（平成3年）
  - 4月1日 - 東陶情報システム株式会社（現・TOTOインフォム株式会社）設立。
  - 5月 - 滋賀第二工場竣工。
  - 11月 - 小倉第三工場完成。
- 1993年（平成5年）
  - 2月 - 株式会社サンアクアトートー（現・サンアクアTOTO株式会社）設立。
  - 4月 - ウォシュレット一体型タンクレス便器「ネオレストEX」発売。
- 1994年（平成6年）6月1日 - 株式会社東陶クリーンサービス（現・TOTOリモデルサービス株式会社）設立。
- 1998年（平成10年）
  - 4月 - 東陶ファイナンス株式会社（現・TOTOファイナンス株式会社）設立。
  - 7月 - 株式会社東陶エクセラ（現・TOTOエクセラ株式会社）設立。
- 2001年（平成13年）
  - 10月1日 - 株式会社パンウォシュレット（現・TOTOウォシュレットテクノ株式会社）設立。
  - 12月4日 - 東陶ロジコム株式会社（現・TOTOロジコム株式会社）設立。
- 2004年（平成16年）4月1日 - 東陶エンジニアリング株式会社（現・TOTOエンジニアリング株式会社）設立。
- 2007年（平成19年）5月15日 - TOTO株式会社に商号変更。
- 2013年（平成25年）4月1日 - TOTOアクアテクノ株式会社設立。

## 歴代社長
東洋陶器
- 大倉和親：1917年 - 1939年
- 百木三郎：1939年 - 1940年
- 森村茂樹：1943年 - 1947年
- 永瀬善一：1947年 - 1948年
- 江副孫右衛門：1949年 - 1963年
- 鮎川武雄：1963年 - 1967年
- 杉原周一：1967年 - 1970年

東陶機器
- 杉原周一：1970年 - 1972年
- 黒河隼人：1972年 - 1979年
- 山田勝次：1979年 - 1985年
- 白川宏：1985年 - 1987年
- 古賀義根：1987年 - 1992年
- 江副茂：1992年 - 1998年
- 重渕雅敏：1998年 - 2003年
- 木瀬照雄：2003年 - 2007年

TOTO
- 木瀬照雄：2007年 - 2009年
- 張本邦雄：2009年 - 2014年
- 喜多村円：2014年 - 2020年
- 清田徳明：2020年 - 2025年
- 田村信也：2025年 -

## 事業所
本社・小倉第一工場
- 福岡県北九州市小倉北区中島2-1-1

東京汐留事業所
- 東京都港区海岸1-2-20 汐留ビルディング24F

東京乃木坂事業所
- 東京都港区南青山1-24-3

滋賀工場
- 滋賀県湖南市朝国1

滋賀第二工場
- 滋賀県甲賀市水口町さつきが丘33

茅ヶ崎工場
- 神奈川県茅ヶ崎市本村2-8-1

小倉物流センター
- 福岡県北九州市小倉南区舞ケ丘1-1-1

千葉物流センター
- 千葉県八千代市上高野1751-3

江別物流センター
- 北海道江別市工栄町25-2

## INAXとの関係
近年、広汎な事業分野において競合するINAX（現・LIXIL）は、TOTOの創業者である大倉和親により、森村財閥のタイル部門会社として1924年に伊奈製陶株式会社として設立された（1985年4月21日にINAXへ、2011年4月には先述のLIXILへ変更）。この森村の同門企業としての両社の関係は長らく「競合的共存」とも言われ、INAXがトステムと経営統合する2001年まで続いた。
また、テレビ番組「大改造!!劇的ビフォーアフター」では2011年にINAX→LIXILのスポンサー撤退まで、同一業種の競合会社同士では異例の同一番組への提供を行っていた。
しかし、森村グループの歴史から言えば、TOTOが森村グループの日本陶器から分かれて設立された企業であったのに対し、INAXは元々伊奈家の個人事業（伊奈製陶所）から出発し、法人化に際して森村グループ入り（森村関係者の資本介入）したという経緯がある。加えてTOTOの会社設立も、先述のように1917年とINAXの法人化より古い。
また、INAXの本拠地である愛知県常滑市にはTOTOの子会社（TOTOサニテクノ）も所在するほか、中部国際空港のトイレは一部を除きTOTO製品が設置されている。

## 主な商品
- トイレ
  - ウォシュレット一体型便器
- 洗面所・手洗器
- 浴室
- キッチン
- 水栓金具
- アクセサリー
- 給湯器
- その他設備商品
- 建材

## グループ会社
- TOTOウォシュレットテクノ - ウォシュレット等の製造
- TOTOマテリア - タイル製品の製造・販売
- サンアクアTOTO - 水栓金具等の製造・販売（特例子会社）
- TOTOファインセラミックス - ニューセラミックス商品の製造
- TOTOプラテック - マーブライトカウンター、プラスチック浴槽の製造
- TOTOアクアエンジ - システムキッチン・ユニットバスルームの製造・販売、オフィス等のトイレリニューアル
- TOTOオキツモコーティングス - 塗料及び有機・無機・金属材料に塗布するコート材の製造
- TOTOサニテクノ - 衛生陶器の製造・販売
- TOTOハイリビング - システムキッチン、洗面化粧台の製造
- TOTOプラテクノ - 便座、プラスチックゴム成形部品の製造・販売
- TOTOメンテナンス - ＴＯＴＯ製品のアフターサービス、定期点検、通信販売など

### TOTOミュージアム
2007年3月16日、古い製品・カタログなどの資料の保存および、それらを一般公開するための施設として、本社敷地内にTOTO歴史資料館をオープンした。
2015年8月28日、従来のTOTO歴史資料館および北九州ショールーム、研修センター、ホールなどを集約し、TOTOミュージアムとしてリニューアルオープン。TOTOミュージアム（旧歴史資料館）の展示スペースは約4倍に、ショールームの展示スペースは約1.4倍となった。また、新たに、1964年にホテルニューオータニに納入した日本初のユニットバスルームも展示されている。
所在地
福岡県北九州市小倉北区中島2-1-1（本社敷地内）
開館時間
10:00-17:00（入館は16:30まで）
入館料
無料
休館日
月曜日、年末年始、夏期休暇

## 文化・スポーツ
北九州国際音楽祭の第1回からのスポンサーを務め、毎年北九州市に寄付を継続している。日本棋院主催の「TOTOカップジュニア囲碁国際大会」に特別協賛している。

スポーツ支援も盛んで、顧問に王貞治（現福岡ソフトバンクホークス会長）を迎えたり、スーパー陸上などのイベントに協賛した。最優秀賞に選ばれた選手への副賞ウォシュレット目録贈呈プレゼンテーターを、当時TOTO顧問だった王が務めた事もあった。
また社内には1986年に陸上競技部を創部、現在2014年アジア競技大会女子マラソン日本代表の早川英里等が所属している。さらに地元で行われる、選抜女子駅伝北九州大会のメインスポンサーも務めている。他種目では、日本プロサッカーリーグ所属ギラヴァンツ北九州のユニフォームスポンサーである。
2007年、創立90周年を記念し、松任谷由実ライブツアー「シャングリラ」に特別協賛した。正式タイトルは「TOTO 90th anniversary ユーミンスペクタクル シャングリラIII」。
「ととべんきのうた」という作者不明の楽曲がある。これは、屋外の活動でうんちに行くのを恥ずかしがったり、体調を崩したりする子ども達のために長年歌い継がれてきたものである。また、TOTO工場内にも歌詞が書かれた窓ガラスがある。2002年に「TOTO きっず」というウェブサイトを立ち上げた際記念として、同社の社員による歌唱で自主制作しCDをプレゼントしたところ反響が大きかった。そして後にエイベックスが共感を持ち、ダイキン工業のキャラクター「ぴちょんくん」のプロデュースで知られる西秀一郎をプロデューサー、坂田おさむを歌い手として2004年4月7日にCDが発売された。現在でもウェブサイト上で楽曲を聴くことができる。
「グリーン（緑）を増やし、日本を元気にしたい。」をテーマにスポーツ振興くじ（toto）と連携した「トートートトト（TOTO×toto）」を展開している。。このプロモーション映像には元サッカー日本代表の久保竜彦が出演している。
2015年からは、『LPGAジャパンクラシック』の主催をミズノに代わり当社が務めることになり、また大会名も『TOTOジャパンクラシック』として開催されている。

## CMキャラクター
- 高沢順子 お魚になったワ・タ・シ（ホーローバス、1973年）
- 三東ルシア お魚になったワ・タ・シ（ホーローバス、1974年）
- 渡辺満里奈
- 菅野美穂
- 吉田沙恵子
- 戸川純（ウォシュレット）
- 船越英一郎（ネオレストハイブリッド）
- 小林聡美（GREEN MAX4.8、CRASSO）
- 光石研（sazana）
- 横田栄司（ネオレスト） - ビッグベン 役
- 寺田心（ネオレスト） - リトルベン 役

## 番組提供

### 現在
- TOTOジャパンクラシック（毎日放送、大筆頭スポンサー）
- ホンマでっかTV（フジテレビ） (2022年4月~)

### 過去
- JNNニュースデスク（TBS）
- 木曜ドラマ（TBS、1995年秋の改編で三菱電機から引き継いだ）
- 奇跡体験!アンビリバボー（フジテレビ）
- 林修のニッポンドリル（フジテレビ）(2023年4月~9月)
- FNNニュースレポート23:00（フジテレビ）
- 金曜エンタテイメント→金曜プレステージ→赤と黒のゲキジョー→金曜プレミアム（フジテレビ）
- 大改造!!劇的ビフォーアフター（朝日放送、競合会社のLIXILも2011年12月25日まで提供）
- プレバト!!（毎日放送、2017年4月より2020年3月まで）